# Ciencia animal
La ciencia animal (también biociencia) es el estudio de "la biología de los animales que están bajo el control de la humanidad". También se puede describir como la producción y el manejo de animales de granja. Históricamente, el título se llamaba cría de animales y los animales estudiados eran especies de ganado, como ganado vacuno, ovejas, cerdos, aves y caballos. Hoy, los cursos disponibles ahora analizan un área mucho más amplia para incluir animales de compañía como perros y gatos, y muchas especies exóticas. Los grados en Ciencia Animal se ofrecen en varios colegios y universidades. Por lo general, el plan de estudios de Ciencia Animal no solo proporciona una sólida formación científica, sino también una experiencia práctica trabajando con animales en granjas basadas en el campus.    

## Educación
La educación profesional en ciencias animales prepara a los estudiantes para oportunidades profesionales en áreas tales como la cría de animales, la producción de alimentos y fibras, nutrición, agronegocios, comportamiento y bienestar animal. Los cursos en un programa típico de Ciencia Animal pueden incluir genética, microbiología, comportamiento animal, nutrición, fisiología y reproducción. También se ofrecen cursos en áreas de apoyo, como genética, suelos, economía y comercialización agrícola, aspectos legales y el medio ambiente. Todos estos cursos son esenciales para ingresar a una profesión de ciencia animal.

### Grado de bachiller
En muchas universidades, un título de Bachelor of Science (BS) en Animal Science permite el énfasis en ciertas áreas. Las áreas típicas son específicas de la especie o de la carrera. Las áreas de énfasis específicas de la especie preparan a los estudiantes para una carrera en el manejo de productos lácteos, manejo de carne de res, manejo de cerdos, manejo de ovejas o pequeños rumiantes, producción de aves de corral o la industria del caballo. Otras áreas de estudio específicas de la carrera incluyen estudios de medicina pre-veterinaria, negocios y comercialización de ganado, bienestar y comportamiento animal, ciencia de nutrición animal, ciencia de reproducción animal o genética. Los programas para jóvenes también son una parte importante de los programas de ciencia animal.

#### Énfasis pre-veterinario
Muchas escuelas que ofrecen una opción de grado en Ciencia Animal también ofrecen un énfasis pre-veterinario, como la Universidad Estatal de Iowa, la Universidad de Nebraska-Lincoln y la Universidad de Minnesota, por ejemplo. Esta opción proporciona una base de conocimiento profunda de las ciencias biológicas y físicas, incluida la nutrición, la reproducción, la fisiología y la genética. Esto puede preparar a los estudiantes para estudios de posgrado en ciencias animales, escuela veterinaria e industrias farmacéuticas o de ciencias animales.

### Estudios de postgrado
En una opción de grado de Maestría en Ciencias, los estudiantes toman los cursos requeridos en áreas que respaldan su interés principal. Estos cursos están por encima de los cursos normalmente requeridos para una licenciatura en ciencias en la especialización de Ciencia Animal. Por ejemplo, en un doctorado, los estudiantes del programa de grado toman cursos relacionados con su especialidad que son más profundos que los de la maestría en ciencias, con énfasis en investigación o enseñanza. 
Los estudios de posgrado en ciencias animales se consideran preparación para puestos de nivel superior en producción, gestión, educación, investigación o servicios agrícolas. El estudio profesional en medicina veterinaria, derecho y administración de empresas se encuentra entre los programas más elegidos por los graduados. Otras áreas de estudio incluyen biología del crecimiento, fisiología, nutrición y sistemas de producción.